# Stazione meteorologica di Cison di Valmarino
La stazione meteorologica di Cison di Valmarino è la stazione meteorologica di riferimento relativa alla località di Cison di Valmarino.

## Coordinate geografiche
La stazione meteorologica si trova nell'area climatica dell'Italia nord-orientale, nel Veneto, in provincia di Treviso, nel comune di Cison di Valmarino, a 261 metri s.l.m. e alle coordinate geografiche 45°58′N 12°08′E.

## Dati climatologici
In base alla media trentennale di riferimento 1961-1990, la temperatura media del mese più freddo, gennaio, si attesta a +2,1 °C, quella del mese più caldo, luglio, è di +22,2 °C .
| Cison di Valmarino | Mesi | Mesi | Mesi | Mesi | Mesi | Mesi | Mesi | Mesi | Mesi | Mesi | Mesi | Mesi | Stagioni | Stagioni | Stagioni | Stagioni | Anno |
| Cison di Valmarino | Gen  | Feb  | Mar  | Apr  | Mag  | Giu  | Lug  | Ago  | Set  | Ott  | Nov  | Dic  | Inv      | Pri      | Est      | Aut      | Anno |
| ------------------ | ---- | ---- | ---- | ---- | ---- | ---- | ---- | ---- | ---- | ---- | ---- | ---- | -------- | -------- | -------- | -------- | ---- |
| T. max. media (°C) | 5,3  | 8,7  | 12,3 | 16,8 | 20,4 | 25,1 | 27,2 | 26,9 | 23,3 | 17,3 | 11,3 | 6,6  | 6,9      | 16,5     | 26,4     | 17,3     | 16,8 |
| T. min. media (°C) | −1,1 | 0,7  | 3,7  | 8,4  | 12,0 | 15,4 | 17,2 | 16,9 | 14,3 | 9,6  | 4,1  | 1,0  | 0,2      | 8,0      | 16,5     | 9,3      | 8,5  |